# Diocèse de Baker
Le diocèse de Baker (en latin : Dioecesis Bakeriensis et en anglais : Roman Catholic Diocese of Baker) est une circonscription ecclésiastique de l'Église catholique aux États-Unis. Il s'agit d'un diocèse latin, suffragant de l'archidiocèse de Portland. Depuis 2025, son évêque est Thomas Hennen.

## Territoire

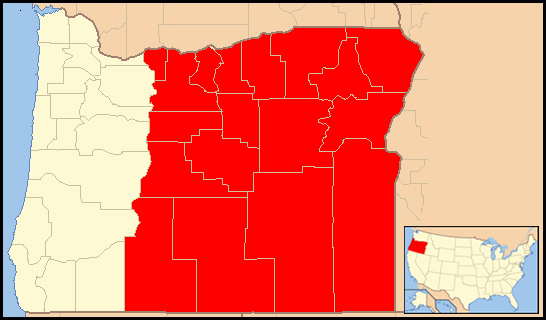
Localisation du diocèse.

Le diocèse comprend 18 comtés du centre-est de l'Oregon : Baker, Crook, Deschutes, Gilliam, Grant, Harney, Hood River, Jefferson, Klamath, Lake, Malheur, Morrow, Sherman, Umatilla, Union, Wallowa, Wasco et Wheeler. 
Le siège épiscopal est à Baker City, où se trouve la cathédrale de Saint-François-de-Sales (en). 
Le territoire s'étend sur 173 013 km², et il est divisé en 36 paroisses, regroupées en 5 doyennés, desservis par 41 prêtres et 9 diacres.

## Histoire
Le diocèse de Baker fut érigé le 19 juin 1903 par la bulle Supremi apostolatus du pape Léon XIII, en prenant du territoire de l'archidiocèse d'Oregon City (aujourd'hui archidiocèse de Portland). 
Le 16 février 1952, il a pris son nom actuel. 
Le 26 novembre 1963, avec la lettre apostolique Suavem pietatis, le pape Paul VI a proclamé saint François de Sales patron principal du diocèse.

### Articles liés
- Liste des juridictions catholiques aux États-Unis
- Église catholique aux États-Unis